# Helicodontium guineense
Helicodontium guineense là một loài Rêu trong họ Myriniaceae. Loài này được Broth. & Paris mô tả khoa học đầu tiên năm 1907.